# Socialisme par en bas
Socialisme par en bas (SPEB) est une organisation trotskiste française, née en 1997 de la scission de Socialisme international. À l'origine réseau de militants lié au Socialist Workers' Party (SWP) britannique, elle rejoint en janvier 2004 la Ligue communiste révolutionnaire (LCR), laquelle se dissout dans le Nouveau Parti anticapitaliste (NPA) en 2009. Les membres du courant y publient la revue Que faire ?.

## Histoire de SPEB
Socialisme par en bas est une organisation trotskiste, issue de la scission de Socialisme international en deux groupes distincts en 1997,. La majorité prend le nom de Socialisme par en bas et publie le journal L'étincelle, tandis que l'autre groupe reprend le nom de Socialisme international.
Socialisme international était la section française de la Tendance socialiste internationale (International Socialist Tendency), liée au Socialist Workers' Party britannique (SWP) et trouvant son origine dans les principes théoriques développés par Tony Cliff. Ce courant du trotskisme se distingue notamment par sa conception de l'URSS, considérée comme un « capitalisme d'État »,, et s'est rendu célèbre durant la guerre froide par son slogan « Ni Washington ni Moscou mais le pouvoir aux travailleurs et le socialisme international ».
Dès 2000, Socialisme par en bas (SPEB) participe au mouvement altermondialiste et des militants s'investissent dans Attac.
La future députée de La France insoumise, Danièle Obono, devient alors membre de SPEB et suit l'adhésion de celle-ci à la LCR,.
SPEB dénonce comme islamophobe la future loi sur les signes religieux à l'école qui sera votée en 2004.
Socialisme international rejoint la LCR en 2002,. Socialisme par en bas (SPEB) en fait de même le 18 janvier 2004. Les militants issus de SPEB publient alors la revue Que faire ? qui constitue un courant interne au sein de la LCR. En 2006, lors du 16e congrès de la LCR, ils forment avec Léonce Aguirre le texte de la plateforme 4 qui obtient 8,94 % des voix.